# Skriftserie
Skriftserie är en vanligtvis under många år fortlöpande följd av skrifter bakom vilken vanligen  står ett samfund, ett sällskap, en institution eller liknande. De olika publikationerna i en skriftserie är vanligen löpande numrerade. En publikations inklusion i en skriftserie föregås ofta av ett peer review-förfarande rörande kvaliteten och utgivningen inom en ansedd skriftserie har för författaren högt prestigevärde. Inom den akademiska världen finns t.ex. universitetens vetenskapliga skriftserier, ofta benämnda Acta-serier